# Kelshall
Kelshall – wieś i civil parish w Anglii, w hrabstwie Hertfordshire. Leży 23 km na północ od miasta Hertford i 55 km na północ od centrum Londynu. W 2001 miejscowość liczyła 149 mieszkańców.